# Urdániz
Urdániz (Urdaitz en euskera y cooficialmente) es un concejo y localidad española del municipio de Esteríbar, perteneciente a la Comunidad Foral de Navarra.

## Historia
Hacia mediados del siglo XIX, el lugar, ya por entonces perteneciente a Esteríbar, tenía contabilizada una población de 88 habitantes. Aparece descrito en el decimoquinto volumen del Diccionario geográfico-estadístico-histórico de España y sus posesiones de Ultramar de Pascual Madoz con las siguientes palabras:

URDANIZ: l. del ayunt. y valle de Esteríbar, en la prov. y c. g. de Navarra, part. jud. de Aoiz (5 leg.), aud. terr. y dióc. de Pamplona (3): sit. en llano á la izq. del r. Arga; clima frio, y reina el viento N. Tiene 14 casas; igl. parr. de entrada, dedicada á San Miguel, y servida por un abad de provision de los vec., y para el surtido del vecindario una fuente dentro de la pobl., de aguas comunes: los niños asisten á la escuela de Zubiri. El térm. confina N. Esnoz; E. r. Arga; S. Imbuluzqueta, y O. Leranoz. El terreno es áspero, montuoso y poco fértil, y le atraviesa el r. Arga de N. á S.; caminos: los de herradura, que dirigen á los pueblos limitrofes. prod.: trigo, maiz y habas; cria de ganado lanar, cabrío y de cerda; pesca de barbos y madrillas, y caza de perdices. ind.: ademas de la agricultura y ganaderia, hay un molino harinero. pobl.: 14 vec., 88 alm. riqueza con el valle (V.).
(Madoz, 1849, p. 222)

En 2023, la entidad singular de población tenía empadronados 116 habitantes y el núcleo de población, 112.

## Patrimonio

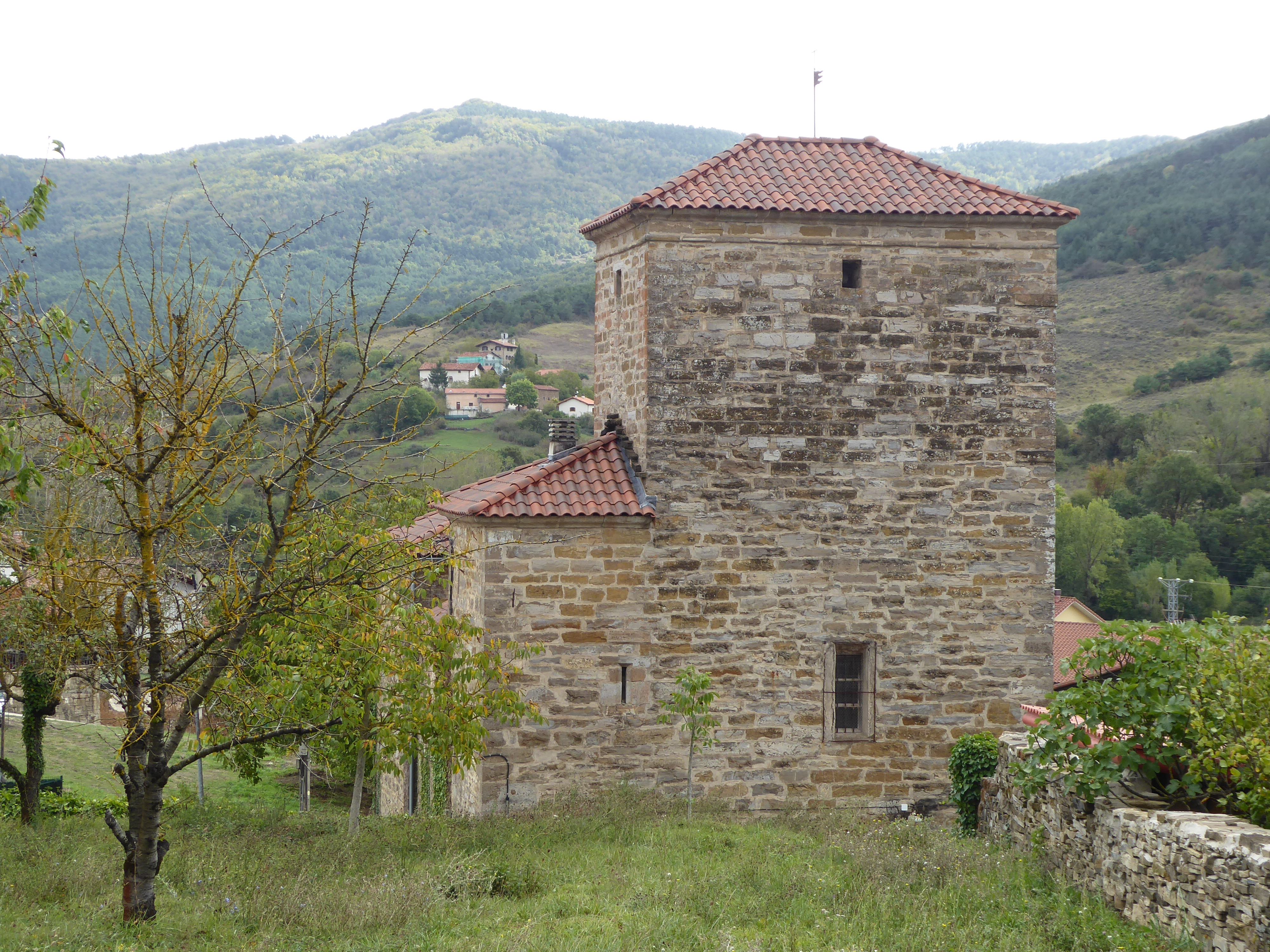
La iglesia de San Miguel

Hay en la localidad una iglesia de San Miguel.